# Stierwiese
Eine Stierwiese (auch Bullenwiese) ist eine im Eigentum einer Ortsgemeinde stehende und für den Gemeindestier bestimmte Wiese.
Um den einzelnen Bauern die Mühen der aufwändigen Stierhaltung abzunehmen, wurden in vielen Dörfern ein Stier gemeinsam gehalten, wofür auch die nötige Infrastruktur gemeinschaftlich organisiert wurde. Nur Besitzer großer landwirtschaftlicher Güter hielten selbst Zuchtstiere, die sie gegen Bezahlung eines Sprunggeldes auch zur Verfügung stellten, allerdings bot das nicht die kurzen Wege und Annehmlichkeiten eines gemeinschaftlich vor Ort gehaltenen Zuchtstiers. Die Stierwiese war die Weide dieses Stieres oder es wurde dort das benötigte Gras und Heu abgeerntet. Zur Obsorge waren anfangs die Bauern der Reihe nach verpflichtet, dann wurde dies teilweise genossenschaftlich geregelt und mit der Zeit der politischen Gemeinde übertragen. Damit einher ging auch die Körung der Stiere, an deren Teilnahme die Gemeinde verpflichtet war.
Das Aufkommen der künstlichen Besamung bedeutete meist das Ende der Stierwiesen. Heute weisen nur noch Flur- und Straßenbezeichnungen wie Stierwiese, Stieranger, Stierberg usw. auf die ehemalige Funktion dieser Wiesen hin.